# Vườn quốc gia Llullaillaco
Vườn quốc gia Llullaillaco là một vườn quốc gia của Chile. Nằm trên dãy Andes, vườn quốc gia cách Antofagasta 275 km về phía đông nam. Vườn quốc gia nằm giữa các sườn núi phía đông của dãy Cordillera Domeyko và biên giới quốc tế với Argentina. Địa hình chính tại đây bao gồm các đỉnh núi cao của dãy Andes, trong đó có núi lửa Llullaillaco, ngọn núi được lấy để đặt cho vườn quốc gia. Ngoài ra, vườn quốc gia cũng đặc trưng của vùng đồng bằng rộng lớn bán sa mạc xen kẽ bởi các hẻm núi. Một phần của hệ thống đường Inca, hệ thống giao thông tiên tiến nhất thời tiền Columbus cũng được tìm thấy tại đây, trong lưu vực của sông Frio.
Vườn quốc gia nằm trong Vùng sinh thái khô Trung Andes, với ghi nhận của 126 loài thực vật, 21 trong số đó là loài đặc hữu của vùng. Lạc đà thảo nguyên nhỏ là loài động vật thường bắt gặp nhất tại vườn quốc gia.